# Asesor mercantil
Asesor mercantil es el profesional que se dedica a regular las relaciones entre las personas, los contratos y las acciones de comercio acorde a las leyes del derecho mercantil, lo que incluye todas las normas vinculadas a los comerciantes en referencia al desarrollo de sus labores.

## Funciones
Entre las principales funciones del asesor mercantil encontramos:
- Constitución de sociedades y entidades jurídicas.
- Ampliaciones de capital.
- Liquidación, disolución y transformación de sociedades.
- Estudios y análisis económicos de gestión y viabilidad de negocios.
- Informes mercantiles de gestión y situación.
- Estudios y análisis estructural del organigrama y la dirección.
- Informes y análisis comerciales y de mercado.
- Modificación de estatutos, fusiones y absorciones.
- Confección y legalización de libros de actas y registro de accionistas.
- Inscripción de escrituras y documentos notariales.
- Confección y legalización en el registro mercantil de libros de contabilidad, actas y otros documentos.
- Domiciliación de sociedades.